# Szege Sándor
Szege Sándor (Nagyszőlős, 1883. november 24. – Budapest, Józsefváros, 1945. március 24.) szobrász és éremművész.

## Élete
Szege András és Győrfy Amália fiaként született. Az Országos Iparművészeti Iskolában Loránfi Antalnál tanult, azután Münchenben dolgozott. Hazatérve, Budapesten eleinte dekoratív szobrászmunkákat végzett és közben érmeket, plaketteket és kisebb szobrokat készített és állított ki a Műcsarnokban. 1928-ban Győztes című művével megnyerte Halmos Izor kisplasztikái díját. Halálát agyhártyagyulladás okozta. Felesége Guzmics Terézia szabónő volt, akivel 1919. május 9-én kötött házasságot Budapesten, a Józsefvárosban.